# Falcon 9
Falcon 9 er en serie af to-trins løfteraketter designet og produceret af den californiske rumteknologivirksomhed SpaceX. Falcon 9 findes i tre versioner: Falcon 9 v1.0 (udfaset), Falcon 9 v1.1 (nuværende version) og Falcon 9-R (med genanvendelig raket). Begge trin i raketterne drives af motorer, der afbrænder flydende oxygen og raketbrændstoffet RP-1. Den nuværende Falcon 9 (v.1.1) kan opsende laster op til 13.150 kg til lavt jordkredsløb (LEO) og op til 4.850 kg til geostationært kredsløb (GEO).
SpaceX har indgået kontrakt med NASA om anvendelse af Falcon 9 som opsendelsesraket for laster til Den Internationale Rumstation Falcon 9 er endvidere løfteraket for den bemandede rumkapsel Dragon, der også fremstilles af SpaceX.
Falcon 9 har en diameter på 5,2 m i næsen.
Den første kommercielle opsendelse af last til Den Internationale Rumstation fandt sted med en Falcon 9 v.1.0 raket i oktober 2012. Der blev foretaget fem opsendelser med v.1.0-raketten før den blev afløst af den 60% tungere v.1.1 i 2013. v.1.1. fløj første gang i september 2013.
Ved flyvning nr. 19 med Falcon 9-løfteraketten (den 14. flyvning med v.1.1-raketten) under mission SpaceX CRS-7 den 28. juni 2015 eksploderede Falcon 9 v.1.1-raketten 139 sekunder efter opsendelsen.
Tre Falcon 9 raketter blev brugt til at danne raketten Falcon Heavy, der opsendtes med succes første gang 6. februar 2018.

## Design
Falcon 9's første trin vil have ni Merlin-raketmotorer og andet trin vil have en. Begge trin er designet til genbrug. Ligesom med Falcon 1 og Falcon 5 vil Falcon 9's opsendelse inkludere en kort fastholdelse til affyringsrampen efter tændingen, der giver tid til et systemtjek og til at motorerne når fuld styrke inden opsendelsen. Hvis et problem opdages vil raketten bruge en automatisk nedlukningsfunktion, der også sørger for at tømme den for brændstof for at undgå eksplosion.
De tre planlagte varianter af Falcon 9 er:
- Falcon 9 -Bestående udelukkende af hovedraketten og andet trin. Den anslås at komme til at koste 35 millioner dollars og vil kunne opsende 8700 kg til LEO eller 3100 kg til GEO.
- Falcon 9 -S5 – Baseret på Falcon 9, men med to ekstra fem-motorers boosterraketter. Den vil kunne opsende 16.500 kg til LEO eller 6400 kg til GEO. Den forventes at komme til koste 51 millioner dollars.
- Falcon 9 -S9 – Baseret på Falcon 9 – S5, men med to ekstra ni-motorers boosterraketter. Den vil øge lasteevnen til 24.750 kg til LEO eller 9650 kg til GEO. Den forventes at koste 78 millioner dollars.

## Planlagte Opsendelser
Fra SpaceX.com Arkiveret 15. december 2006 hos  Wayback Machine;
- 1. kvartal 2008: Opsendelse af amerikansk regeringssatellit fra Kwajalein
- 2. Kvartal 2008: Opsendelse af MDA Corp. satellit fra Kwajalein
- 4. Kvartal 2008: Opsendelse af Bigelow Aerospace prototype på et oppusteligt rumstationmodul fra Kwajalein

## Arbejdsopgaver
I lakunen mellem rumfærgens sidste flyvning (2010) og Orions forventede operative flyvninger (2014) ønsker NASA at private firmaer opsender forsyninger til den Internationale Rumstation og udskifter besætninger. Planen hedder COTS (Commercial Orbital Transportation Services) og NASA uddeler penge til lovende projekter. SpaceX er længst fremme med Falcon 9/Dragon, så Falcon 9 vil sandsynligvis opsende Dragon-rumkapsler til ISS inden længe.
Milliardæren Robert Bigelow har planer om at opsende oppustelige rumhoteller i kredsløb om Jorden. Bigelow Aerospace fik opsendt et oppusteligt forsøgsmodul kaldet Genesis-1 i 2006 med et forhenværende sovjetisk atommissil SS-18 Satan. Falcon 9 – S5 og – S9 vil være oplagte til at opsende Bigelows hotelmoduler og Falcon 9 kunne opsende turisterne i Dragon-rumkapsler.